# Pazo de Meirás
El Pazo de Meirás, o Torres de Meirás, és un pazo senyorívol ubicat al terme municipal de Sada (província d'A Coruña), Espanya.

## Descripció
Les Torres de Meirás se situen properes al centre d'una gran propietat, en una zona elevada que domina una àmplia vall. La finca està envoltada per un fort mur de pedra, que, al moment de la construcció (de 1893 a 1900), no incloïa tres parcel·les que van ser afegides després a la propietat, entre les quals es troba la de la Casa de las Conchas.
L'edifici principal és d'estil romàntic (arquitectura historicista). Consta de tres torres quadrades de granit de diferent alçada unides per cossos més baixos.
Aquest pazo hostatja interessants peces arqueològiques, blasons, escuts, fonts i creuers acumulats fonamentalment pel dictador Franco en la seva residència d'estiu.

## Història
Malgrat el seu aspecte medieval, l'actual edificació és de finals del segle xix (1893). L'edifici es va construïr damunt un altre cremat el 1809 durant la Guerra del Francès. Hi havia nascut l'escriptora Emilia Pardo Bazán.
El 1938, van «oferir» el pazo a Francisco Franco com a residència estiuenca.
El 2008 es va declarar Bé d'interès cultural i es pot visitar tots els divendres, amb quatre torns al dia.
L'any 2020, una jutgessa va ordenar a la Fundació Nacional Francisco Franco retornar el Pazo a l'Administració General de l'Estat.